# Internet World Business
Internet World (Eigenschreibweise in Versalien: INTERNET WORLD) war eine der führenden Informations- und Fortbildungsplattformen für den digitalen Handel. Zur Marke gehörten neben dem Webseite-Auftritt internetworld.de auch entsprechende Social-Media-Kanäle, Podcast- und Video-Formate, Events, Webinare sowie die Fachzeitschrift Internet World Business. Herausgeber war die Ebner Media Group mit Sitz in Ulm und München. Die Redaktion der Zeitschrift saß in München. Zum 1. Januar 2024 ging die Marke in dem Schwestertitel Werben & Verkaufen auf. Online-Auftritt und Print-Magazin wurden zu diesem Zeitpunkt eingestellt.

## Geschichte
1996 kam erstmals in Deutschland eine Zeitschrift namens "Internet World" auf den Markt. Sie wurde in München herausgegeben von der Neuen Medien Gesellschaft mbH & Co. KG, einer Beteiligung der Verlagsgruppe Ebner in Ulm. 2005 änderte der Verlag das Konzept einer monatlichen Special-Interest-Zeitschrift in eine 14-täglich erscheinende B2B-Fachzeitung und benannte sie in "INTERNET WORLD Business" um (damals noch in gemischter Schreibweise). 2006 wurde eine separate Redaktion für die Webseite www.internetworld.de aufgebaut, die bis dahin von der Print-Redaktion mit betreut wurde. 2019 ging die Neue Mediengesellschaft in die neu gegründete Ebner Media Group auf, einem Zusammenschluss der Fachinformations-Aktivitäten der Verlagsgruppe Ebner. Im März 2020 erfolgte ein umfassender Relaunch. Die Zeitschrift bekam ein modernes Magazin-Layout und wurde auf monatliche Erscheinungsweise umgestellt. Außerdem wurde neben dem Print-Abonnement ein reines Digital-Abonnement eingeführt. Die Zeitschrift und das Portal www.internetworld.de bauten inhaltlich aufeinander auf, die Trennung der beiden Redaktionen wurde aufgegeben.

## Veranstaltungen

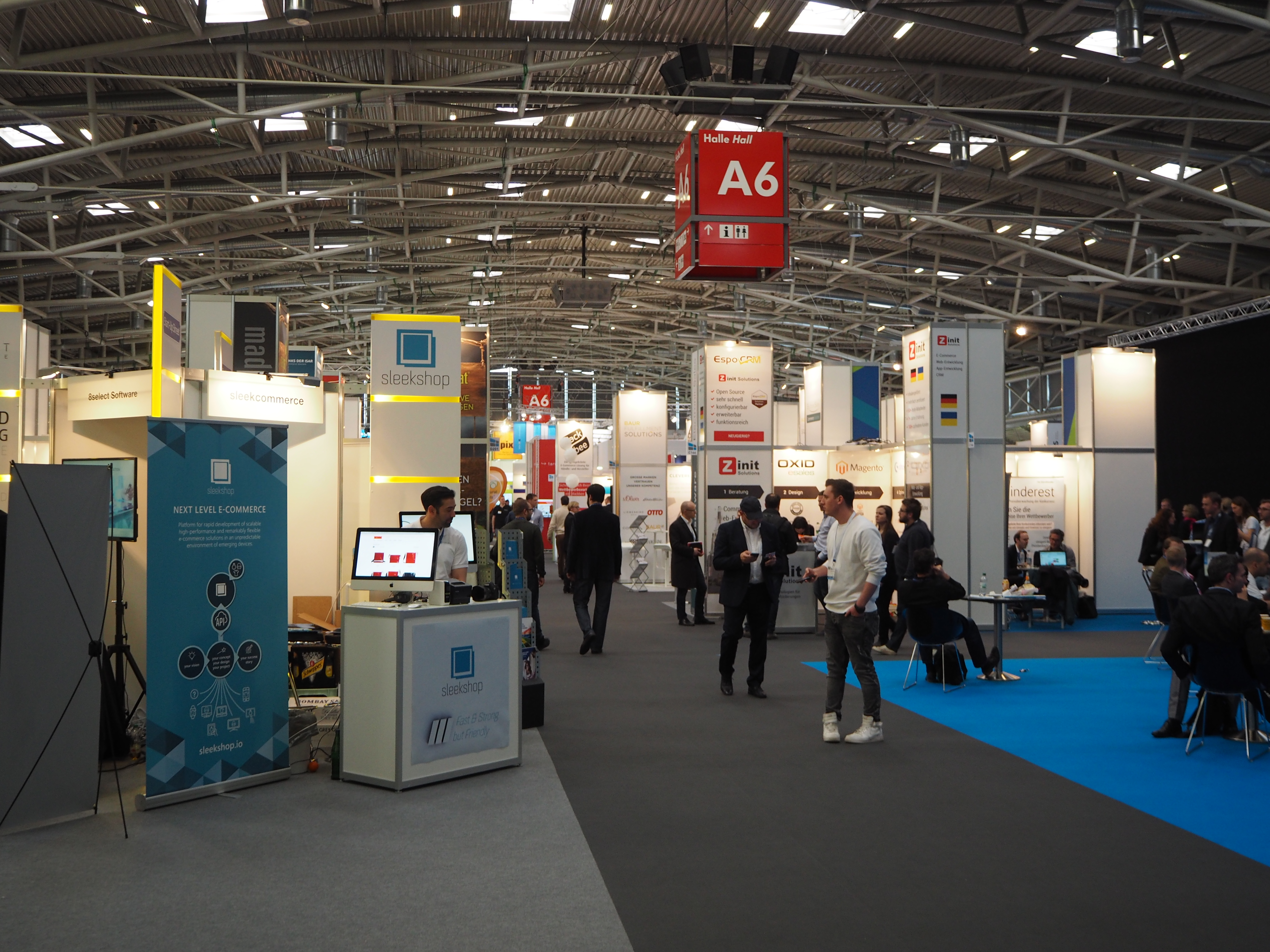
Internet World 2017

Neben der Zeitschrift "Internet World" präsentierte die Neue Mediengesellschaft 1997 eine gleichnamige Kongressmesse. Bis 2001 fand diese in Berlin statt, ab 2002 in München. 2018 wurde die "Internet World" in "INTERNET WORLD EXPO" umbenannt. 2019 meldeten die Veranstalter über 19.000 Teilnehmer. 2020 musste die INTERNET WORLD EXPO, die am 10. und 11. März in München stattfinden sollte, wegen der Corona-Pandemie abgesagt werden. 2021 fand die digitale Variante – die Commerce Week – statt. 2022 erfolgte das Rebranding in MOONOVA.